# Niebezpieczny Johnny
Niebezpieczny Johnny – amerykańska komedia sensacyjna z 1984 roku.

## Obsada
- Michael Keaton – Johnny Kelly/Niebezpieczny Johnny
- Joe Piscopo – Danny Vermin
- Marilu Henner – Lil
- Maureen Stapleton – Mama Kelly
- Peter Boyle – Jocko Dundee
- Griffin Dunne – Tommy Kelly
- Glynnis O’Connor – Sally
- Dom DeLuise – The Pope
- Richard Dimitri – Roman Troy Moronie
- Danny DeVito – Burr
- Ron Carey – Pat
- Ray Walston – Vendor
- Dick Butkus – Arthur
- Byron Thames – Młody Johnny
- Mike Bacarella – Vito
- Jeffrey Weissman – sprzedawca t-shirtów

## Opis fabuły
Lata 30. Johnny Kelly jest dzieckiem, pracuje jednak jako sprzedawca gazet i utrzymuje ciężko chorą matkę. Żeby zarobić na operację i leki dla niej, podejmuje pracę dla Jocko Dundee'ego, miejscowego gangstera. Zaczyna od drobnych robót, aż w końcu zostaje jego prawą ręką, a po jego rezygnacji zostaje szefem znanym jako Niebezpieczny Johnny. Cały czas płaci za coraz droższe leki dla mamy, pomaga młodszemu bratu Tommy'emu ukończyć szkołę prawniczą i załatwia mu posadę w kancelarii Burra (którego wcześniej przekupił). Jego szybka kariera sprawia, że musi skonfrontować się z Dannym Verminem – lokalnym mafiozem.